# Tomoyuki Sakai
Tomoyuki Sakai (jap. 酒井友之 Sakai Tomoyuki; ur. 29 czerwca 1979 r. w Saitamie) – japoński piłkarz.

## Kariera reprezentacyjna
Karierę reprezentacyjną rozpoczął w 2000 roku. W sumie w reprezentacji wystąpił w 1 spotkaniu. Został powołany na Igrzyska Olimpijskie w 2000 roku.

## Statystyki
| Reprezentacja Japonii | Reprezentacja Japonii | Reprezentacja Japonii |
| Rok                   | Mecze                 | Gole                  |
| --------------------- | --------------------- | --------------------- |
| 2000                  | 1                     | 0                     |
| Razem                 | 1                     | 0                     |